# USS Laboon (DDG-58)

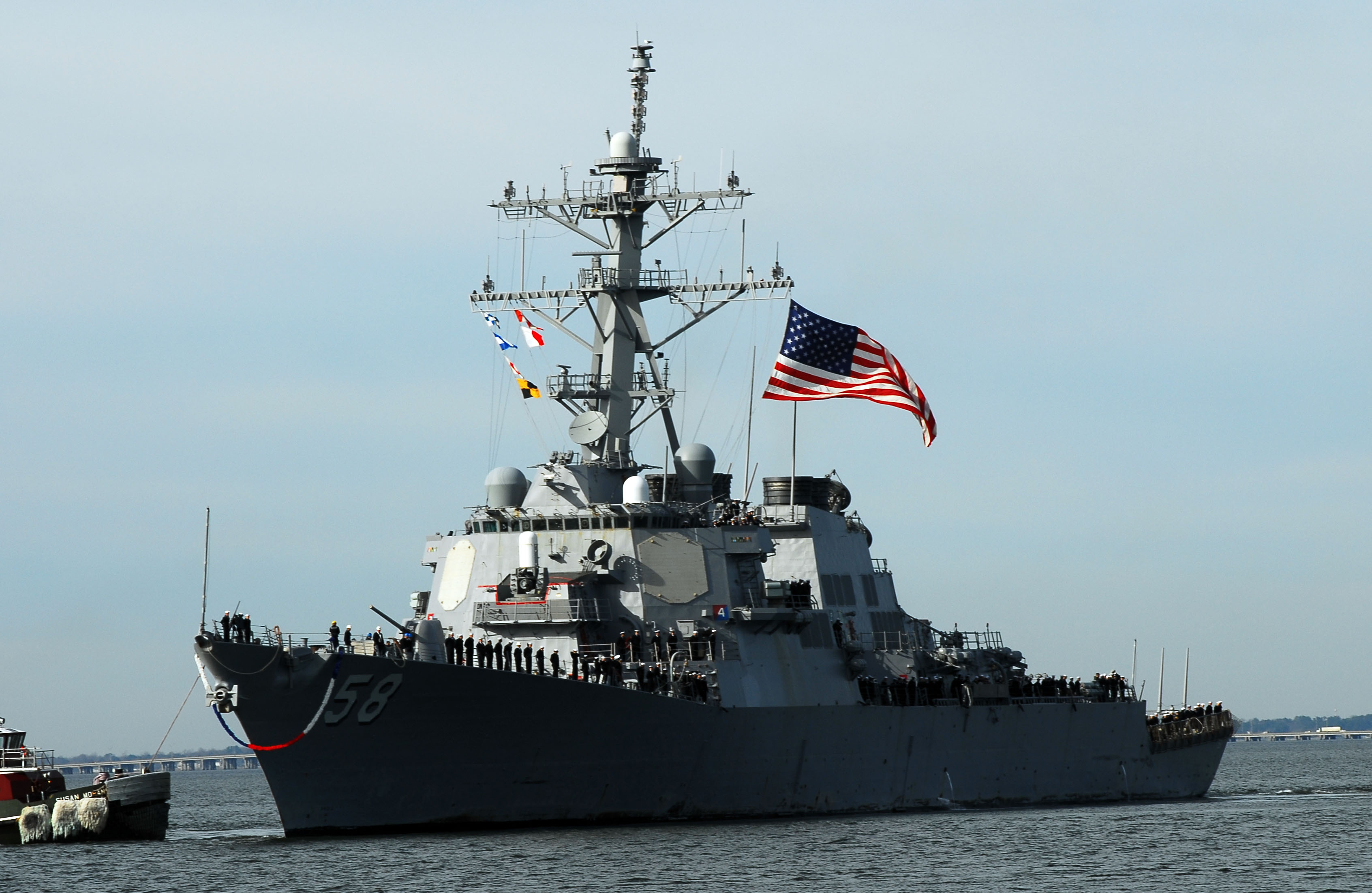
O Laboon no porto de Norfolk em 2011.

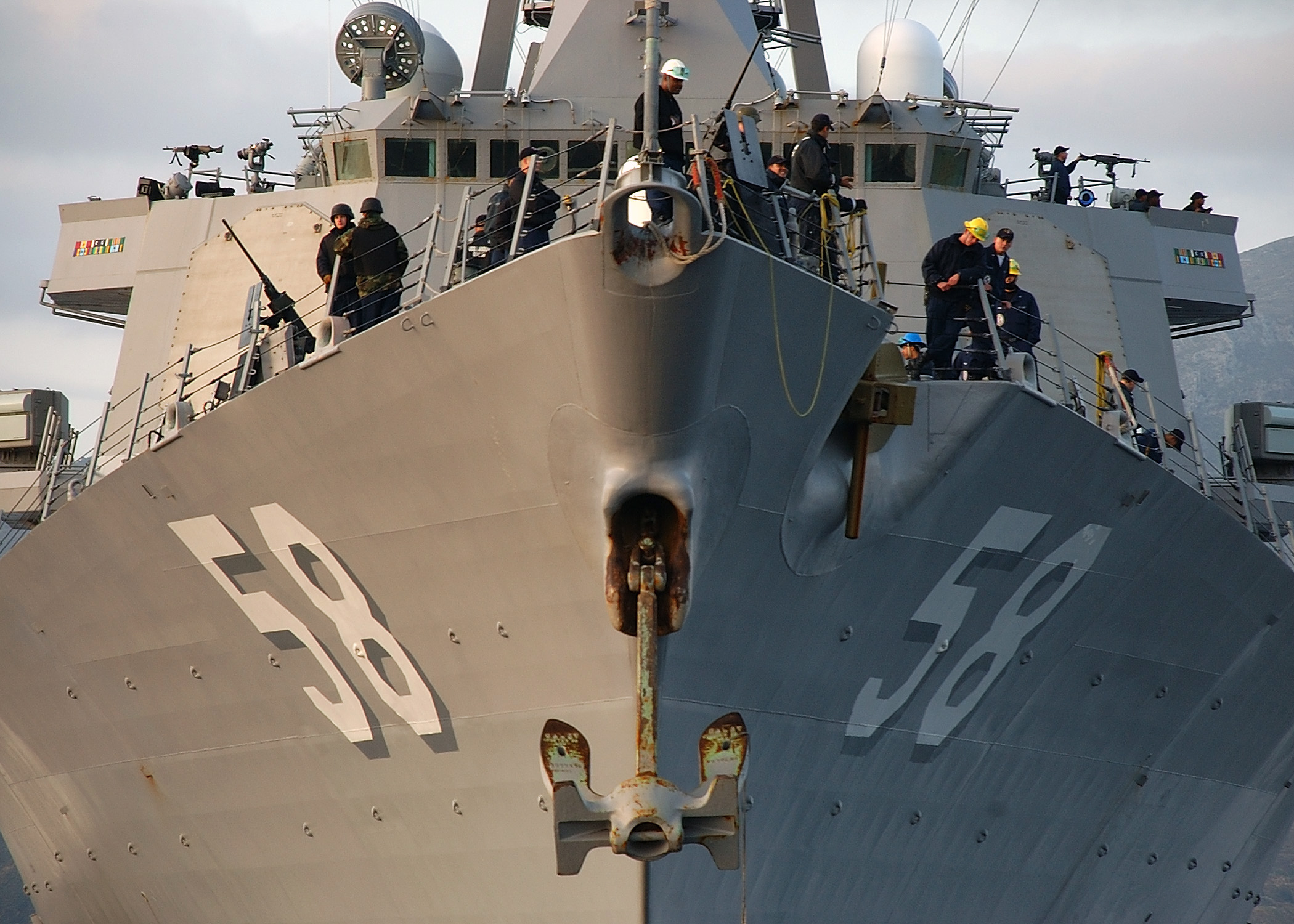
O USS Laboon em operação de amarração em visita de rotina a ilha de Creta.

USS Laboon (DDG-58) é um destroyer da classe Arleigh Burke pertencente a Marinha de Guerra dos Estados Unidos.

## Operações
Em setembro de 1996, o USS Laboon lançou mísseis BGM-109 Tomahawk contra alvos selecionados da defesa aérea no Iraque. Com este ataque, passou a ser o primeiro contratorpedeiro da classe Arleigh Burke a entrar em combate.
Em 2015, o Laboon foi enviado para o Mar Negro, em meio a tensões entre o Ocidente e a Rússia após a anexação da Crimeia à Federação Russa. Em abril de 2018, o navio disparou vários mísseis Tomahawk, a partir do Mar Vermelho, como parte da campanha de bombardeios contra o governo sírio de Bashar al-Assad pelo suposto uso de armas químicas na cidade de Douma.